# 阪谷村
阪谷村（さかだにむら）は福井県大野郡にあった村。現在の大野市中心部の東方、九頭竜川右岸、越美北線・柿ケ島駅の北方一帯にあたる。

## 地理
- 山岳 ： 高尾山、保月山、経ヶ岳
- 河川 ： 九頭竜川、旅塚川

## 歴史
- 1889年（明治22年）4月1日 - 町村制の施行により、柿ヶ島村、八町村、伏石村、森本村、石谷村、松丸村、萩ヶ野村、花房村、不動堂村、南六呂師村、橋爪村、大月村、御領村、蓑道村、落合村、堂島村、小黒見村及び金山村の区域をもって、阪谷村が発足する。
- 1954年（昭和29年）7月1日 - 大野町、下庄町、上庄村、五箇村、阪谷村、富田村、乾側村及び小山村が合併して、大野市が発足する。

## 交通

### 鉄道路線
現在は旧村域に越美北線の柿ケ島駅が所在するが、当時は未開業。

### 道路
- 国道158号